# Philip Tagg

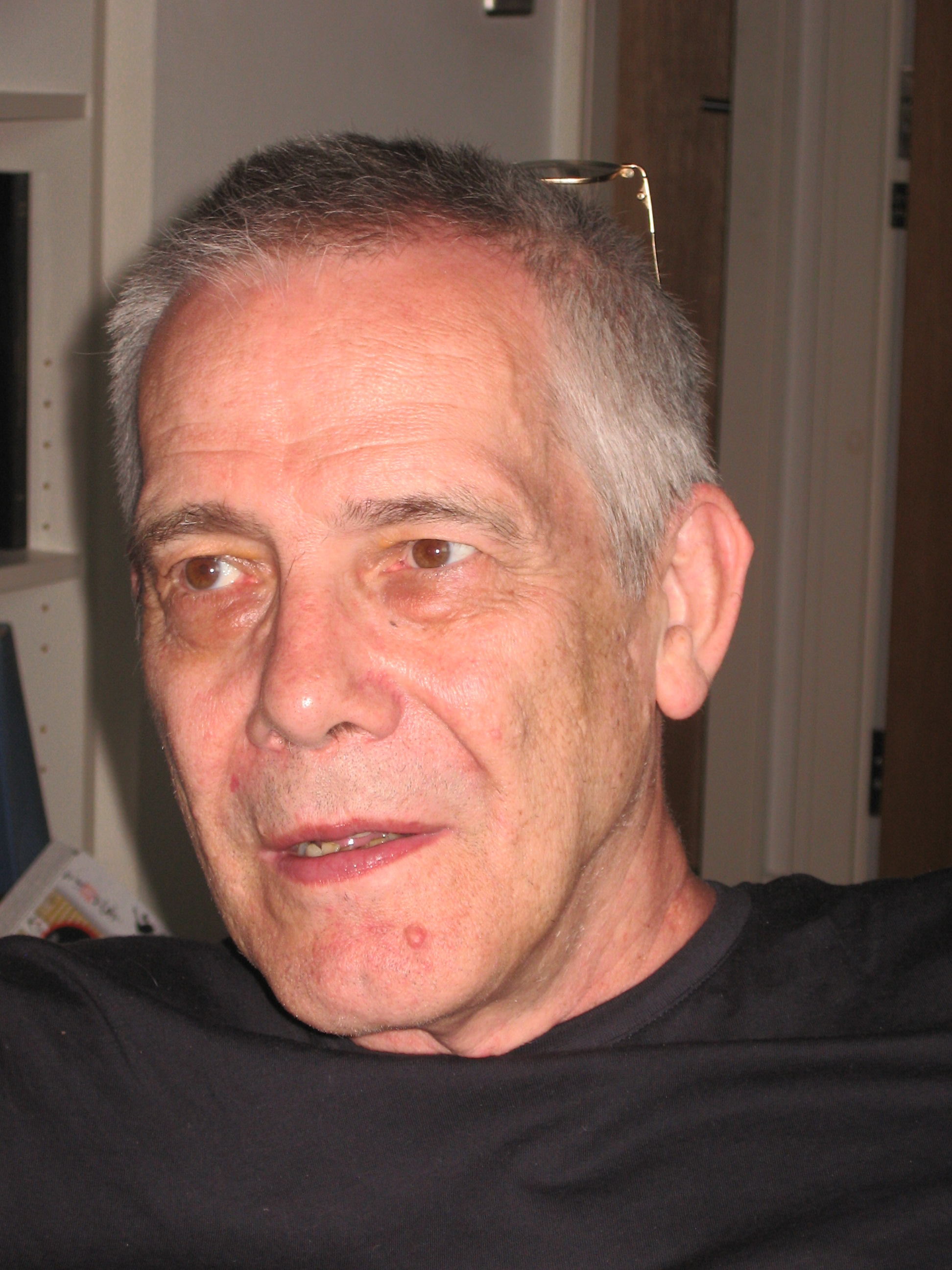
Philip Tagg (2014)

Philip Tagg (nascido em 1944 em Oundle, Northamptonshire e falecido em 2024 em Liverpool, Reino Unido), foi um musicólogo e educador britânico. Um dos fundadores da International Association for the Study of Popular Music IASPM)  e autor de vários livros influentes sobre música popular e semiótica musical .

## Biografia
Tagg frequentou a The Leys School em Cambridge em 1957–1962. Ele mencionou seu professor de órgão, Ken Naylor, como influente em seu desenvolvimento como músico e pensador. Estudou Música na Universidade de Cambridge (1962–65) e, posteriormente, Educação na Universidade de Manchester (1965–66). Tagg teve algum sucesso como compositor coral durante esses primeiros anos. Por exemplo, no Trinity Sunday de 1963, o hino de Tagg Duo Seraphim foi tocado nas Matinas pelo Coro do King's College, Cambridge, sob a regência de David Willcocks . Suas Preces and Responses também foram transmitidas pela BBC no Festival de Edington em 1964. Tagg também trabalhou como voluntário no Festival de Aldeburgh em 1963. Durante este período ele também tocou piano em um conjunto de dança country escocês, bem como em duas bandas de pop-rock/soul/R&B.
Desanimado com a perspectiva de se tornar professor de música em 1966, Tagg mudou-se para a Suécia, onde ensinou inglês em Filipstad enquanto dirigia um clube juvenil e tocava teclado em duas bandas locais (1966–68). Decidindo se reciclar como professor de línguas, Tagg frequentou a Universidade de Gotemburgo (1968-71), ao mesmo tempo que cantava e fazia arranjos para o Kammarkör (Coro de câmera) de Gotemburgo. Em 1969 ele conheceu o musicólogo sueco Jan Ling que, percebendo que Tagg tinha experiência tanto de música clássica quanto de popular, pediu-lhe que ajudasse no novo programa de formação de professores de música (SÄMUS) que o governo sueco havia pedido a Ling para criar, em Gotemburgo.
Na SÄMUS (1971–77), e mais tarde no Departamento de Musicologia da Universidade de Gotemburgo (1977–91), Tagg ensinou Acompanhamento de Teclado (aural), Teoria Musical e Música e Sociedade. Os problemas encontrados neste trabalho levaram-no a desenvolver métodos de análise que abordassem as especificidades de estrutura e significado em vários tipos de música popular, por exemplo, a “tese Kojak” (1979)  e os testes de recepção que serviram de base ao seu livro Ten Little Title Tunes (2003). Nessa época, Tagg também era compositor e tecladista da banda de esquerda “rock cabaret” Röda Kapellet (1972–76). Em junho de 1981 co-organizou, juntamente com Gerard Kempers e David Horn, a primeira conferência internacional sobre estudos de música popular em Amsterdã, que resultou na formação da IASPM (Associação Internacional para o Estudo de Música Popular).
Em abril de 1991, Tagg retornou ao Reino Unido onde estabeleceu as bases do que se tornou a EPMOW (Enciclopédia de Música Popular do Mundo ). Em 1993 foi nomeado Professor Sênior no Instituto de Música Popular (IPM) da Universidade de Liverpool, onde, até 2002, lecionou disciplinas como Análise de Música Popular, Música e Imagem em Movimento e História da Música Popular.
Em 2000, Bob Clarida e Philip Tagg criaram a Mass Media Music Scholars' Press (MMMSP) como uma corporação sem fins lucrativos registrada no estado de Nova York. O seu objetivo é, utilizando a legislação de Fair Use, divulgar escritos musicológicos académicos sobre música nos meios de comunicação de massa.
Consternado com a crescente rigidez do sistema universitário do Reino Unido, Tagg mudou-se mais uma vez em 2002, desta vez para assumir um cargo de professor na Université de Montréal, onde seu objetivo principal era estabelecer estudos de música popular na Faculdade de música da universidade (2002–2009). Em janeiro de 2010 regressou como aposentado ao Reino Unido, e desde então tem escrito livros e produzido os seus “vídeos de educação e entretenimento”.
Posteriormente Tagg atuou como professor visitante de música na Leeds Beckett University e na University of Salford. Ele também é uma das principais figuras por trás da fundação da Rede para a Inclusão da Música nos Estudos Musicais (NIMiMs) em janeiro de 2015.

## Análise semiótica da música
Tagg é provavelmente mais conhecido por seu trabalho na área de análise musical. Utilizando sobretudo da música popular como objeto de análise, sublinha a importância de parâmetros de expressão não escritos e de percepção vernácula na compreensão de "como a música comunica o que a quem e com que efeito" em contextos determinados. Ele adaptou a noção de musema de Charles Seeger para demonstrar como combinações de tais unidades são usadas para criar estruturas sincríticas (intensionais) dentro do presente estendido e estruturas diatáticas (extensionais) ao longo do tempo. Estas estruturas combinatórias podem ser compreendidas, argumenta ele, com a ajuda de uma tipologia geral de signos que consiste em anafonias (sônicas, táteis, cinéticas, sociais), bandeiras de estilo (determinantes de estilo, sinédoques de gênero etc.) e marcadores episódicos. A teoria semiótica é basicamente peirciana, mas baseia-se também nas teorias da conotação de Umberto Eco. O próprio método de análise baseia-se tanto em informações metamusicais sobre o objeto de análise (obtidas através de testes de audição, opiniões, observação etnográfica etc.) para chegar a campos de conotação paramusicais, quanto na intertextualidade. Esta última envolve a identificação dos sons observados no objeto de análise com sons de outras músicas – material de comparação  entre objetos – e a conexão desse material de comparação com seus próprios significados paramusicais. Tagg argumenta que este tipo de semiótica musical é musogênica e não logogênica, ou seja, adequada à expressão em música e não à expressão utilizando palavras. Adicionalmente, a combinação de procedimentos intersubjetivos e interobjetivos pode, dentro de um determinado contexto cultural, fornecer insights confiáveis sobre a mediação do significado através da música.

## Reforma da teoria musical
Em 2011 Tagg começou a trabalhar pela reforma da terminologia da teoria musical em duas frentes. Suas posições são:
[1] que a terminologia convencional da teoria musical, baseada principalmente nos repertórios euroclássico e jazzístico, é muitas vezes imprecisa e etnocêntrica - ele cita o uso generalizado de “tonalidade” para denotar apenas um tipo de tonalidade e sua oposição conceitual simultânea a “atonalidade” e “modalidade” como um exemplo do problema;
[2] que a denotação de estruturas musicais não escritas, raramente abordadas na teoria musical convencional, precisa de atenção urgente.
Em 2014, Tagg recebeu um Lifetime Recognition Award do International Semiotics Institute em sua conferência em Kaunas, Lituânia.